# تينكاوا
تينكاوا (باليابانية: 天川村) هي قرية تقع في مقاطعة يوشينو، محافظة نارا، اليابان.
يُقدر التعداد السكاني للقرية حسب تعداد عام 2009 بـ1,823 نسمة، بكثافة سكانية تبلغ 10.38 شخص لكل كيلومتر مربع. مجموع المساحة يبلغ 175.70 كيلومتر مربع. 

## التعليم
- روضة أطفال
  - روضة تينكاوا
- تعليم ابتدائي
  - مدرسة تينكاوا الابتدائية
- تعليم إعدادي
  - مدرسة تينكاوا الإعدادية
  - مدرسة دورغاوا الإعدادية

## أماكن بارزة
- حديقة يوشينو-كومانو الوطنية.
- ينابيع دورغاوا الساخنة
- ينابيع تين-نو-كاوا الساخنة
- معبد جبل أومين
- معبد جبل أومين ريسوناجي
- وادي ميتاري

## روابط خارجية
- Tenkawa official website (Japanese)